# 老人增四
繪架座β（英語：β Pic / β Pictoris）又稱為老人增四，为繪架座第二亮的恆星，與太陽之間的距離為63.4光年。它的表面溫度比太陽高，為8052K，質量為1.75太陽質量，絕對星等為2.42，比太陽明亮。繪架座β非常年輕，年齡介於800萬至2,000萬年之間，是一顆位於主序帶上的恆星。繪架座β還是一個年輕的星協繪架座β移動星群標示名稱的代表成員，星群集團中的成員年齡相當，並且在宇宙中朝著相同的方向移動。
繪架座β輻射出的紅外線比一般同類恆星還多，這是由恆星周圍大量的塵埃所造成的。天文學家在詳細觀測後發現一個由氣體和塵埃構成的大岩屑盤圍繞恆星旋轉，並且獲得第一張岩屑盤環繞著太陽系外恆星的影像。除此之外，它也有幾條微行星帶及彗星狀活動存在。有徵兆顯示盤內已經有行星成形，且行星的形成過程依然進行中。來自繪架座β星岩屑盤的物質如果在太陽系內會被認為是行星際間流星體的來源。
歐洲南天天文台的天文學家使用直接觀測法已經確認繪架座β附近有一顆行星存在，它位於恆星周圍的岩屑盤內，符合天文學家先前的預測。這顆行星是天文學家拍攝過的太陽系外行星中最接近恆星的一顆，大約相當於土星與太陽之間的距離。

## 位置和可見性
繪架座β位在老人星西方，視星等為3.861等，以人類的肉眼就能看見。該星座內只有3.3等的繪架座α星比它更亮。
繪架座β和其他許多顆恆星的距離都是由依巴谷衛星使用三角視差法（衛星在地球軌道附近移動觀察到的輕微位移）測量出來的。繪架座β的視差位移量是51.87微秒。天文學家在考慮系統誤差並重新分析，同時考慮更仔細的數據後，將視差位移量校正為51.44微秒，所以繪架座β距離地球為63.4光年，不確定量只有0.1光年。
伊巴谷衛星也測量過繪架座β的自行，得知它每年向東移動4.65微秒，向北移動83.10微秒；恆星光譜中的都卜勒位移顯示它以20公里/秒的速度遠離我們。還有一些恆星在太空中有著與繪架座β相同的運動狀態，可能是在相同的氣體雲中大約同時間形成的：它們組成繪架座β移動星群。

## 物理性質

### 光譜、光度和變化性
依據天文學家對於鄰近恆星計畫中所做的一些觀測，得知繪架座β的光譜分類是A6V。光譜顯示繪架座β的有效溫度是8,052K（7,780°C/14,000°F），比太陽的5,778K（5,505 °C/9,941 °F）更熱。天文學家對光譜進行分析後得知這顆恆星的重元素（天文學家所謂的金屬）相對於氫的比率較太陽稍高一些，這個數值以[M/H]及常用對數來表示恆星擁有的金屬相對太陽的比值。繪架座β的[M/H]數值是0.05，表示這顆恆星的金屬成份比太陽多了12%。
天文學家藉由光譜分析也可以得知恆星的表面重力。表面重力通常以對數log g來呈現，繪架座β的log g=4.15，換算成表面重力是140米每二次方秒，大約是太陽表面重力加速度的一半（274米每二次方秒）。
繪架座β是A型主序星，但比太陽還要明亮許多：天文學家根據3.861的視星等和19.44秒差距的距離計算出它的絕對星等是2.42等，而太陽只有4.83等，所以它的亮度是太陽的9.2倍；當考慮到太陽和繪架座β的全光譜輻射時，繪架座β的光度仍比太陽明亮8.7倍。
許多A型主序星在赫羅圖上的位置落在天文學家稱為不穩定帶之處，許多脈動變星也位在這個區域。天文學家在2003年對這顆恆星進行光度觀測時，發現它的光度有1-2微星等的變化，頻率為30至40分鐘。天文學家對繪架座β徑向速度的研究也顯示它有兩種不同頻率的變化，分別是30.4分鐘和36.9分鐘。天文學家根據這些研究結果將繪架座β星分類為盾牌δ型變星。

### 質量、半徑和自轉
天文學家在觀測繪架座β後，使用恆星演化模型來決定它的質量，得知這顆恆星的質量介於太陽質量的1.7～1.8倍之間。天文學家使用甚大望遠鏡與干涉儀測量得知這顆恆星的角直徑為0.84微角秒。天文學家在考慮63.4光年的距離後，得知繪架座β的直徑是太陽的1.8倍 。
天文學家經過測量後得知繪架座β的自轉速度是130公里/秒。由於這是利用徑向速度導出的，所以這只是真實自轉速度的下限（最低值）：實際上測量到的數值只是v sin(i)。假設從地球看見的是繪架座β的赤道平面（因為星周盤以側面朝向地球，所以這是一個合理的假設），則天文學家認為它的自轉週期大約是16小時，明顯比太陽自轉週期（609.12小時）短了許多。

### 年齡和形成
恆星附近有相當多的塵埃暗示該恆星系還是很年輕的，天文學家因此爭辯它究竟是主序星還是前主序星。依巴谷衛星測定繪架座β的距離後，顯示它比天文學家早先認定的更加遙遠，也比原先估計更為明亮。天文學家將依巴谷衛星的觀測結果加入計算後，發現繪架座β緊挨著零齡主序帶，因而確定它不是一顆前主序星。天文學家在分析繪架座β和鄰近的其他屬於繪架座β移動星群的恆星後，建議它們的年齡大約是1,200萬年，在考慮不確定因素後，年齡可能介于800萬至2,000萬年之間。
繪架座β可能是在天蠍-半人馬星協附近形成的，一顆超新星爆炸的衝擊波可能導致形成繪架座β的雲氣塌縮：這顆超新星原本可能是HIP 46950的伴星，現在則是一顆速逃星。天文學家在追溯HIP 46950的移動路徑後，認為它在1,300萬年前位於天蠍-半人馬星協附近。

## 星周環境

### 岩屑盤

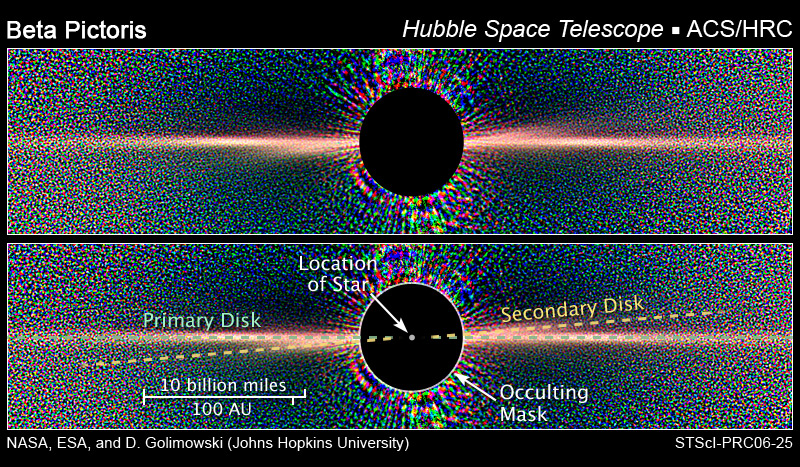
哈伯太空望遠鏡所拍攝的繪架座β主要岩屑盤和第二岩屑盤影像。

IRAS在1983年發現繪架座β有過量的紅外線輻射，它與織女星、北落師門和天苑四是最早被天文學家檢測到過量紅外線輻射的四顆恆星。天文學家後來將這些擁有過量紅外線輻射的恆星稱為「類織女星」。 因為像繪架座β這種A型恆星輻射出來的能量傾向於光譜藍色的末端 ，這暗示著有低溫的物質在軌道上環繞著恆星，並在紅外線的波段輻射出能量導致紅外線過量。當天文學家在1984年獲得第一張繪架座β的星周盤光學影像時，證實了這種假說。
繪架座β的岩屑盤以側面朝向地球，方向是由東北朝向西南的指向。岩屑盤是不對稱的：天文學家在東北方向可以觀測到岩屑盤距離恆星1,835天文單位，而在西南方向上只延展到1,450天文單位。天文學家在距離岩屑盤500至800天文單位之外觀測到幾個物質構成的橢圓環：它們可能是通過附近的恆星擾亂的系統。根據依巴谷任務的天體測量數據顯示紅巨星天鴿座β於11萬年前以不到2光年的距離通過繪架座β附近，但是劍魚座ζ（Zeta Doradus）在35萬年前以3光年的距離上通過該恆星可能造成更大的擾動。然而計算機摹擬卻傾向認為還有比這兩顆恆星曾以更慢的速度通過繪架座β附近，建議可能是繪架座β一顆軌道不穩定的衛星導致橢圓環產生。這個模擬認為一顆0.5太陽質量（可能是一顆紅矮星，光譜類型為M0V）的天體造成這種結構。
哈伯太空望遠鏡先進巡天照相機的影像在2006年顯示繪架座β擁有二個岩屑盤，第二個岩屑盤傾斜角大約5°，從主要盤面至少延伸至距離恆星130天文單位處。第二個盤面是非對稱的：延伸至西南方的彎曲度較大但傾斜度較東北方小。雖然在繪架座β80天文單位之內的主要和第二個盤面的影像不夠清楚，但是天文學家預測岩屑盤和主要盤面的交會處在東北方向距離恆星30天文單位附近。第二個盤面可能是由傾斜軌道環繞的大質量行星造成的，因為行星的移動將物質從主盤面拉至與行星一致的軌道面上。
美國國家航空暨太空總署遠紫外分光探測器的研究發現在繪架座β的盤面附近含有的氣體碳豐度異常的大，這穩定繪架座β星的盤面並抑制了輻射壓力，否則物質將被吹入星際空間之內。目前天文學家提出兩種解釋碳過剩來源的理論。繪架座β附近也許有異常的富含碳的行星形成，相較之下太陽系的類地行星則有豐富的氧而不是碳。另一種說法是繪架座β也許正在經歷一種太陽系的發展過程中也許曾經歷過，但仍不為所知的階段：太陽系中有碳含量豐富的隕石（頑輝球粒隕石可能是在碳含量豐富的環境下形成），並且提議木星可能在富含碳的區域形成以碳為主的核心。

### 微星帶

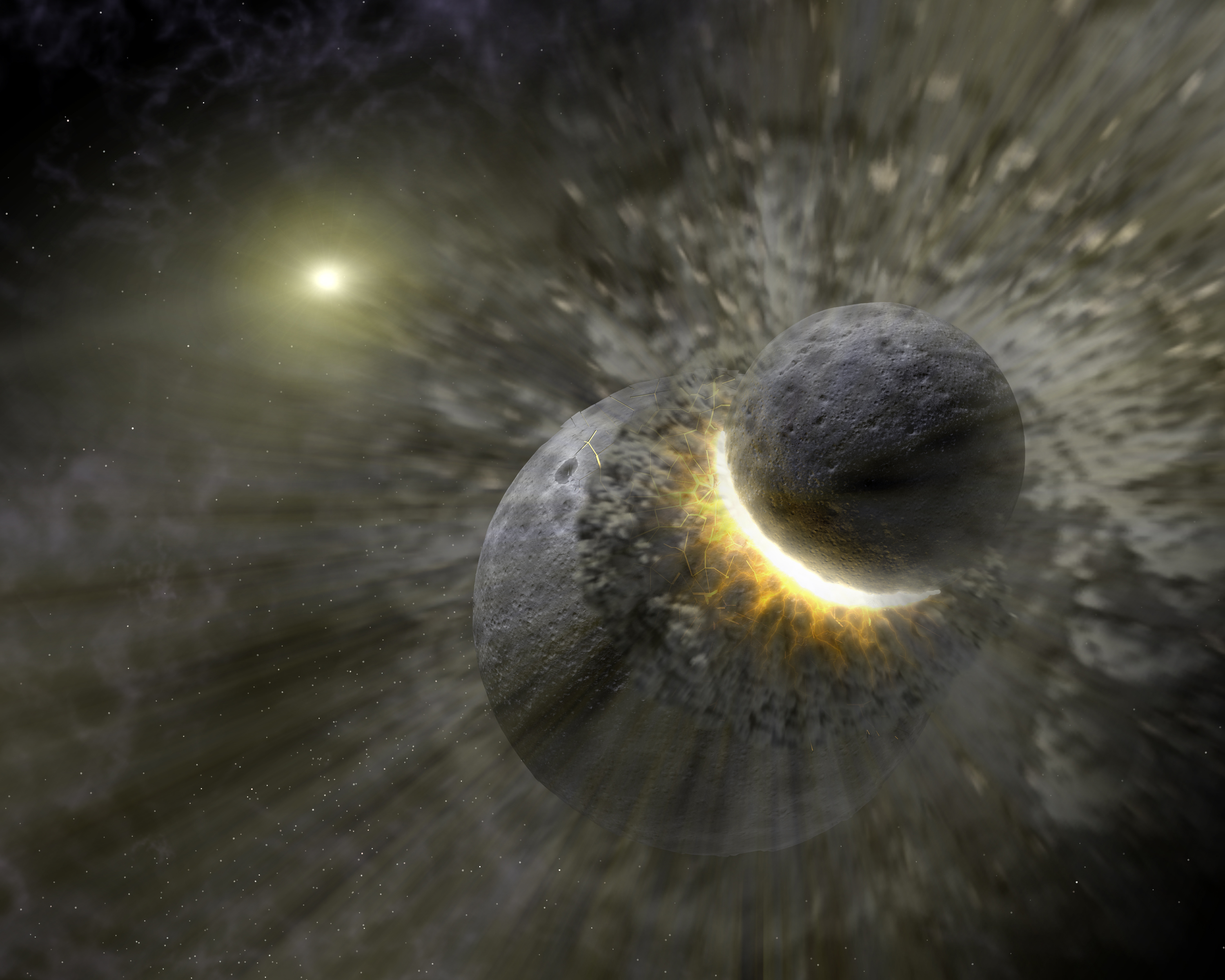
在繪架座β附近的塵埃可能是較大的微行星互相碰撞所產生的。

凱克 II望遠鏡在2003年拍到繪架座β的影像，顯示出內層有足以解釋環與帶狀結構的一些特徵。天文學家估計帶狀結構在距離恆星14、28、52和82天文單位的位置上，與主盤面互相傾斜。
天文學家在2004年的觀測顯示在距離恆星6.4天文單位處有一條含有矽酸鹽物質的環帶，且在距離這顆恆星16和30天文單位之處也檢測到了矽酸鹽，加上在6.4至16天文單位的距離間缺乏塵埃，也許提供了這個區域內有巨型行星環繞主星的證據。
天文學家認為出現在100天文單位處的岩屑盤是這個區域內的微行星互相碰撞而產生的，經由一連串的撞擊而遭到毀滅的微行星半徑估計約180公里。微行星經過最初撞擊後，剩下的殘骸在後續如瀑布般的連串撞擊中毀滅。天文學家推測北落師門和顯微鏡座AU都曾經歷過相似的過程。

### 掉落蒸發體
繪架座β的光譜顯示出強烈且具短期變化性的吸收譜線，天文學家最早注意到紅移端的部分，他們認為這是因為物質墜落至恆星上所造成的。天文學家認為這些物質的來自與彗星相似的天體，這些天體在靠近恆星的位置蒸發，命名為"掉落蒸發體"模型。天文學家在藍移端也觀察到短期的吸收譜線，但頻率顯然低了許多：這也許代表第二個岩屑盤上的物質是由兩種不同軌道的族群所組成的。詳細的模型顯示掉落蒸發體不太可能全是冰冷的類彗星體，反而可能是混雜著塵埃且被耐火材料包圍著冰核心的物質。這些物体可能是遭到距離恆星10天文單位的行星攝動，影響了軌道離心率而進入近掠恆星的軌道。掉落蒸發體或許也是造成主要盤面的上方出現大量氣體的原因。

### 可能存在的行星系統

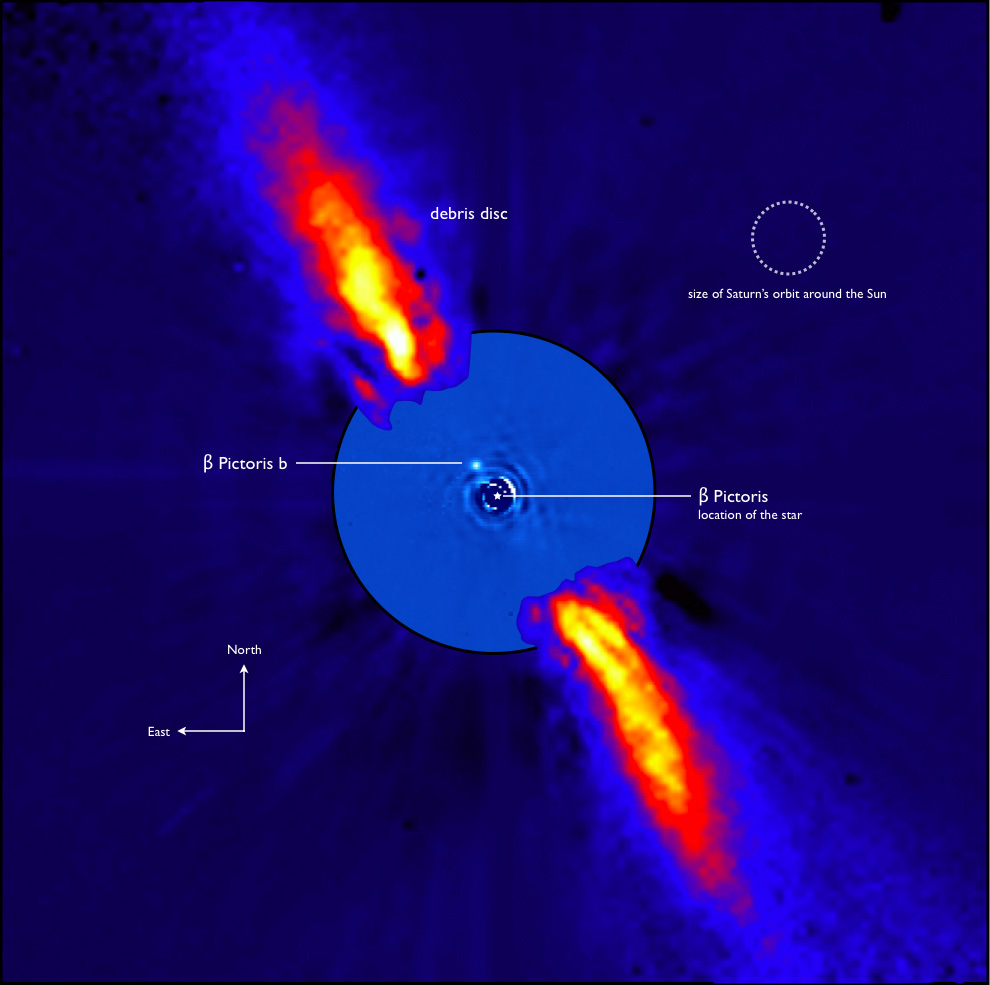
ESO所拍攝的繪架座βb照片

天文學家在2003年使用甚大望遠鏡紅外線繪架座β觀測後，在2008年11月21日宣布他們發現一個類行星天體環繞該恆星。天文學家在2009年秋天成功在其他位置觀測到該天體，確認該行星確實存在，所以之前的觀測紀錄都是正確的。天文學家認為在15年內可能可以觀測到該行星绕繪架座β公轉一周。
現在天文學家用來發現系外行星最主要的徑向速度法並不適合用在類似繪架座β這一種A型的恆星，因為這種方法在目前的極限是大行星質量需要大於木星的2倍，且距離小於0.05天文單位。距離恆星超過1天文單位，且質量低於木星9倍的行星仍無法使用這種方法檢測出來。因此在繪架座β的行星系統，天文學家在環繞恆星的星環中尋找行星造成的效應。
許多證據都指出有一顆巨型的行星在距離10天文單位之處環繞恆星：距離恆星6.4至16天文單位之間是無塵埃的空白區域，顯示有某個物體清除了這個區域的物質；在這個距離內存在一顆行星可以解釋掉落蒸發體的來源；並且內盤的翹曲和傾斜也顯示有一顆巨大的行星位在傾斜的軌道上造成了盤內混亂。天文學家以這些現象製造的模型建議有一顆位於低離心率（離心率小於0.1）軌道，半長軸12天文單位，質量為2至5倍木星質量的行星存在。

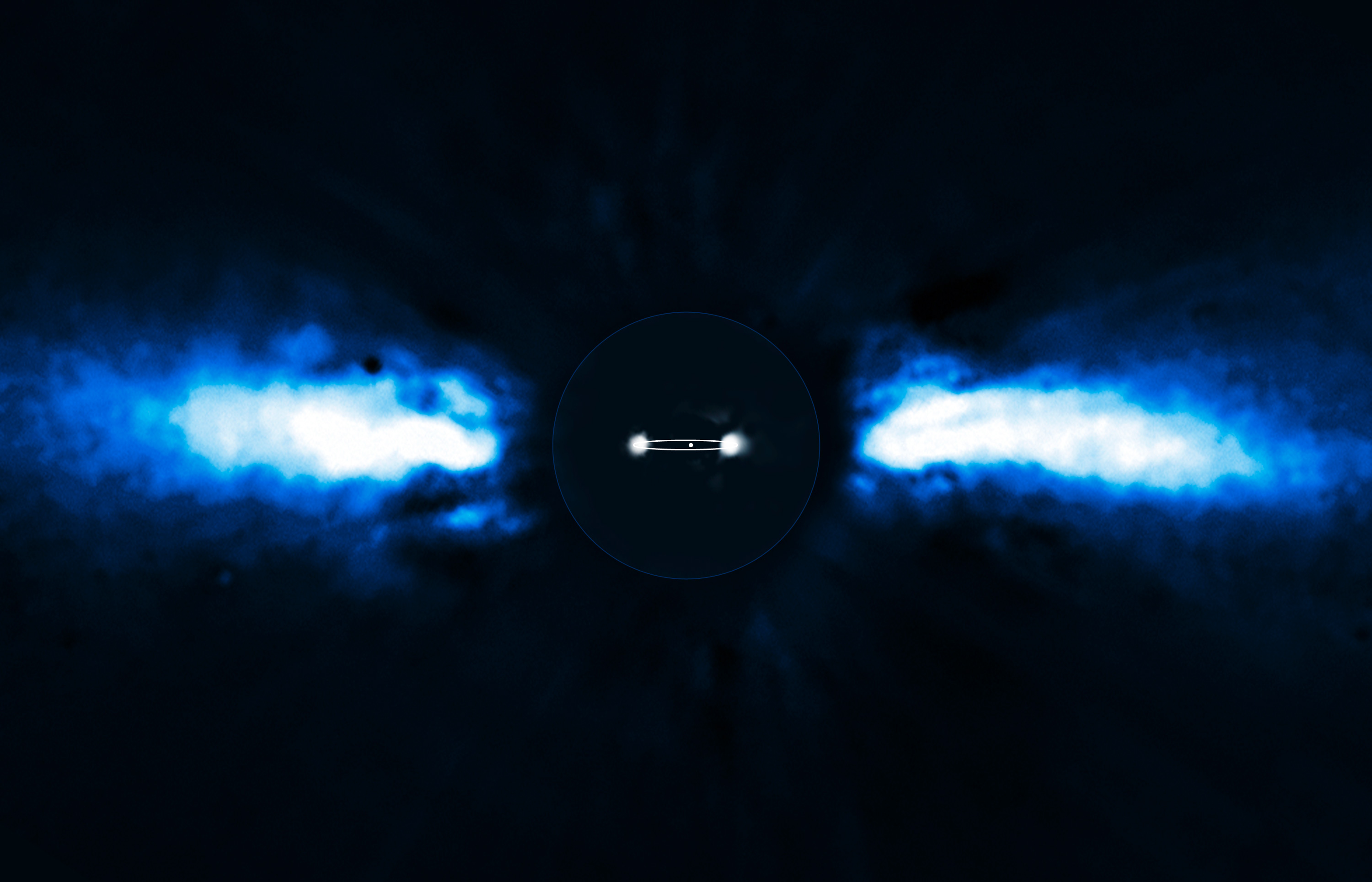
位於距角兩側的繪架座βb

天文學家觀測到的這顆行星無法解釋距離恆星30天文單位至52天文單位的微行星帶結構，所以也許有一顆更小的行星存在於距離恆星25至44天文單位的地區，質量則在0.1至0.5倍木星質量。如果真有這樣的一顆行星存在，可能會接近1:3:7的軌道共振。位在圓環外側，距離500至800天文單位的外盤也可能是這顆行星間接造成的影響。
天文學家觀測到的這顆行星距離繪架座β411角分，大約是8天文單位。如果把它放在太陽系內，會介於木星（5.2天文單位）與土星（9.5天文單位）之間。目前不清楚它的輻射延伸多遠的距離，所以真實距離估計比較近。天文學家根據行星演化的理論模型推測它質量為8倍木星質量，而且仍在變冷，溫度介於1400至1600K之間。天文學家尚未藉由行星年齡與質量來檢驗這些數據。
天文學家在1981年11月可能曾觀測到該行星的凌。如果後來確認當時確實觀測到凌，則行星公轉軌道的半長軸將縮小為7.6-8.7天文單位，週期為15.9-19.5年。這個橫越繪架座β天體的紅外線半徑為木星的2-4倍，比理論模型預測的還大。這可能顯示這顆行星類似北落師門b，擁有大行星環或衛星帶。

## 塵埃流
天文學家在2000年使用先進的軌道雷達設施所作的觀測顯示存在直接來自繪架座β方向的粒子流，從太陽系看來這些粒子流就是星際流星體的主要來源。這些塵埃粒子流在繪架座β相對較大，顆粒半徑超過20微米，遠離繪架座β的速度大約25公里/秒。這些微粒可能是巨大的行星遷移或進出岩屑盤時拋射出來的，並且可能是繪架座β周圍形成歐特雲的徵兆。天文學家藉由塵埃的拋射數值模型也認為輻射壓力導致塵埃流出現，而且認為在距離恆星1天文單位之外就不會直接產生塵埃流，所以靠近繪架座β的行星更可能是塵埃流的源頭。

## 註解
1. ↑  絕對星等 MV可以由視星等mV 和距離 d 使用下面的公式計算出來（p為秒差距）：

{\displaystyle \textstyle M_{V}=m_{V}-5\log _{10}\left({\frac {d}{10\mathrm {\ p} }}\right)}
2. ↑  使用下面的公式可以將視差轉換為距離。D=距離（秒差距），p=視差（角秒）： {\displaystyle \scriptstyle \mathrm {D} ={\frac {1}{\mathrm {p} }}}。參考誤差傳播文章可以知道如何從錯誤的訊息中計算推導出有價值的數據
3. ↑  "A6"這一部份是光譜類型：A表明這是一顆白色的恆星，類似於天狼星和織女星，與太陽的黃色相異（光譜類型是G2V）[21]，" 6"的意義則是A型主序星從最熱的A0細分至最冷的A9[22]。羅馬數字V是亮度分類，表示它像太陽一樣屬於主序星，這一種恆星的能量來自於核心的氫所進行的核融合反應。
4. ↑  重力加速度在以10為底的對數下採用CGS單位
5. ↑  可見光的亮度可以用下面公式計算：

{\displaystyle \textstyle {\frac {L_{\ast }}{L_{\odot }}}=10^{0.4(M_{V_{\odot }}-M_{V_{\ast }})}}
6. ↑  天文學家可以藉由距離乘上發現的角直徑的弧度計算出實際的直徑
7. ↑  此處i是恆星自轉軸相對於視線的傾斜角
8. ↑  自轉週期是利用下列的圓周運動公式計算而得：

{\displaystyle \textstyle P_{\mathrm {rot} }={\frac {2\pi r}{v_{\mathrm {rot} }}}}
9. ↑  天文學家根據維恩位移定律和8,052K的溫度推斷繪架座β的輻射波長峰值應該位於360奈米附近的紫外線區域[29]

## 外部連結
- The Circumstellar Disk Learning Site
- Bright Star Catalog （页面存档备份，存于）
- 老人增四
- Dr. David Jewitt's page on Beta Pic （页面存档备份，存于）
- Solstation之老人增四相關資料 （页面存档备份，存于）
- ARICNS
- SEDS entry